# スティーブン・ムーア (初代マウント・ケッシェル伯爵)
初代マウント・ケッシェル伯爵スティーブン・ムーア（英語: Stephen Moore, 1st Earl Mount Cashell PC (Ire)、1730年7月25日 – 1790年5月2日）は、アイルランド王国の貴族、政治家。

## 生涯
初代マウント・ケッシェル子爵スティーブン・ムーアとアリシア・コルヴィル（Alicia Colvill、1762年8月10日没、ヒュー・コルヴィルの娘）の次男として、1730年7月25日に生まれた。
1761年から1766年までリズモア選挙区の代表としてアイルランド庶民院議員を務め、1766年3月1日に父が死去するとマウント・ケッシェル子爵位を継承、5月1日にアイルランド貴族院議員に就任した。
1781年1月5日、アイルランド貴族であるマウント・ケッシェル伯爵に叙された。1785年、アイルランド枢密院の枢密顧問官に任命された。
1790年5月2日に死去、息子スティーブンが爵位を継承した。

## 家族
1769年6月8日、ヘレナ・ロードン（Helena Rawdon、1744年3月27日 – 1792年6月3日、初代モイラ伯爵ジョン・ロードンの娘）と結婚、3男1女をもうけた。
- スティーブン（1770年 – 1822年） - 第2代マウント・ケッシェル伯爵
- ジョン（1772年6月9日 – ?）
- ヘレナ（1773年5月20日 – 1847年12月9日） - 1794年5月6日、第3代キングストン伯爵ジョージ・キングと結婚、子供あり
- ウィリアム（1775年4月7日 – ?）